# Carl Kemme
Carl Alan Kemme (ur. 14 sierpnia 1960 w Effingham, Illinois) – amerykański duchowny katolicki, biskup Wichity od 2014.

## Życiorys
Święcenia kapłańskie otrzymał 10 maja 1986. Został inkardynowany do diecezji Springfield w Illinois. Pracował duszpastersko w wielu parafiach diecezji. W latach 2002–2009 był wikariuszem generalnym diecezji, a w latach 2009-2010 jej administratorem. W 2010 ponownie mianowany wikariuszem generalnym i kanclerzem kurii.
20 lutego 2014 papież Franciszek mianował go biskupem ordynariuszem diecezji Wichita. Sakry biskupiej udzielił mu 1 maja 2014 metropolita Kansas City - arcybiskup Joseph Naumann.